# Jan Teodorowicz Szostowicki
Jan Teodorowicz Szostowicki herbu Odyniec – stolnik żmudzki od 1655 roku.
Żonaty z Anną Kulwińską.
W 1655 roku był sygnatariuszem układu w Kiejdanach.